# Joseph Windmills

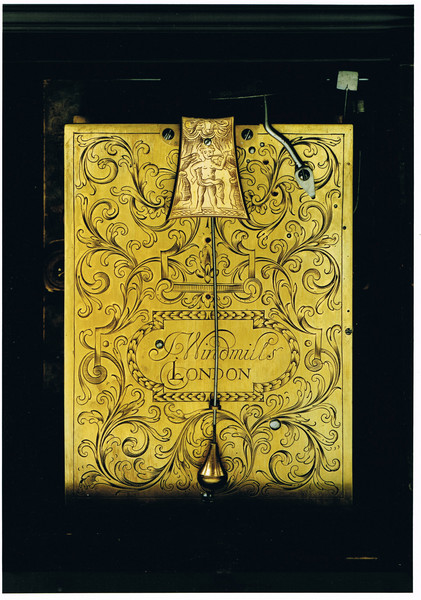
Placa posterior del reloj de ménsula de Joseph Windmills

Joseph Windmills (c. 1640 - 1724) fue un eminente relojero londinense que, junto con su hijo Thomas, produjo excepcionales piezas de relojería entre 1671 y 1737.

## Semblanza

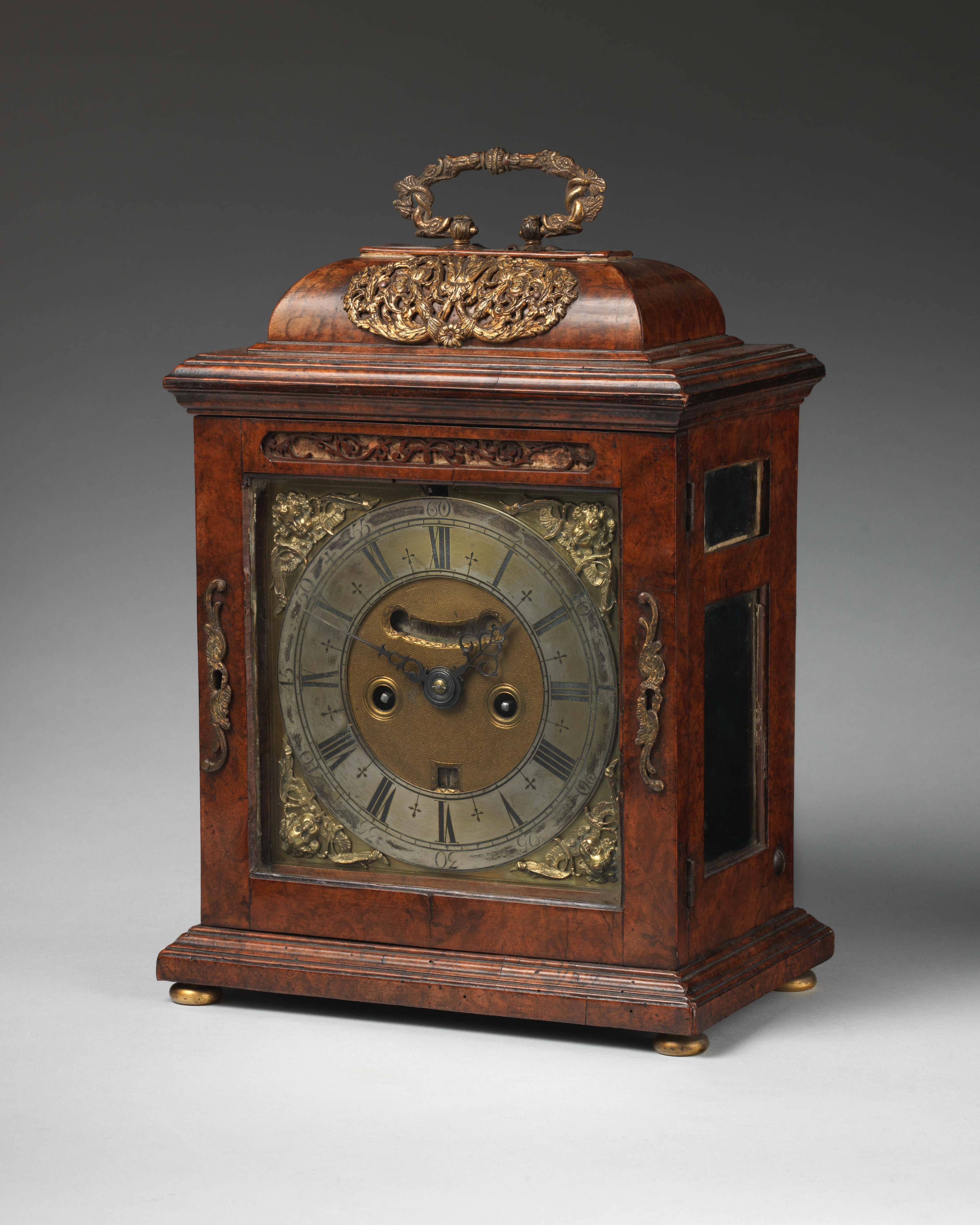
Reloj de Windmills conservado en el MET

Joseph nació alrededor de 1640/1650 y sus orígenes son inciertos. Durante sus primeros años como relojero, su taller se ubicaba en St Martin's Le Grand y su casa en Blow Bladder Street, antes de mudarse a Mark Lane End en Tower Street en 1687. En 1699 fue elegido el más joven de los Guardianes de la Honorable Compañía de Relojeros y formó parte de comités junto a Thomas Tompion, precediéndole como Maestro de la Compañía en 1702, así como junto a Charles Gretton (Maestro de la Compañía en 1700). Su hijo Thomas completó su aprendizaje, trabajando posteriormente como oficial y quedando libre de la Compañía de Relojeros alrededor de 1695. Thomas también ocupó el cargo de Maestro de la Compañía en 1718. La sociedad J & T Windmills también se hizo cargo del contrato de mantenimiento de relojes de Thomas Tompion en la Torre de Londres y en el Arsenal Real de Woolwich, así como de otros contratos de la Corona.
Windmills fue considerado uno de los mejores relojeros del Londres del siglo XVII, produciendo una gran cantidad de relojes linterna, relojes de ménsula, relojes de pie y relojes de bolsillo. Su primer reloj, expuesto en el Museo Británico, se fabricó antes de 1680 y todavía no utilizaba una espiral. Pero la introducción de la espiral en el Reino Unido por parte de Thomas Tompion transformó el reloj de bolsillo de un objeto ornamental a un instrumento bastante preciso. Otro reloj destacado de los Windmills se encuentra en el Museo Metropolitano de Arte de Nueva York.
La última asistencia registrada de Joseph al Consejo de la Compañía de Relojeros fue el 24 de octubre de 1723, poniendo fin a una membresía de más de treinta y dos años. Falleció en 1724, tras cincuenta y dos años de profesión. Thomas, que dirigió la empresa hasta su muerte en 1737, falleció sin hijos, siendo así el último descendiente masculino de los Windmills.
El nombre "J & T Windmills" ha sido utilizado desde comienzos del siglo XXI por una empresa sin vínculos con la sociedad original formada por padre e hijo.